# Prionostemma efficiens
Prionostemma efficiens is een hooiwagen uit de familie Sclerosomatidae.